# Seeriessee
Seeriessee är en sjö i Österrike.   Den ligger i förbundslandet Steiermark, i den centrala delen av landet, 220 km väster om huvudstaden Wien. Seeriessee ligger 2 133 meter över havet.
I omgivningarna runt Seeriessee växer i huvudsak blandskog. Runt Seeriessee är det ganska glesbefolkat, med 25 invånare per kvadratkilometer.